# Limited-Edition Vinyl Box Set
Limited-Edition Vinyl Box Set és una compilació de vinil realitzat per la banda estatunidenca Metallica. La caixa recopilatòria inclou els quatre primers àlbums d'estudi i un EP, i fou publicat el 23 de novembre de 2004.

## Contingut
- Kill 'Em All
- Ride the Lightning
- Creeping Death (senzill imatge disc)
- Master of Puppets
- The $5.98 E.P.: Garage Days Re-Revisited
- ...And Justice for All

## Crèdits
- James Hetfield – cantant, guitarra rítmica
- Kirk Hammett – guitarra principal
- Cliff Burton – baix, veus addicionals
- Lars Ulrich – bateria
- Jason Newsted – baix, veus addicionals